# عباس باکروف
عباس باکروف (ازبک. Abbos Bakirov؛ ۱۹۱۰–۱۹۷۴) - شوروی، بازیگر و کارگردان تئاتر اهل ازبکستان شوروی بود. او برندهٔ هنرمند خلق اتحاد جماهیر شوروی (۱۹۷۰) شده بود.